# マッターホーン・ボブスレー
マッターホルン・ボブスレー (Matterhorn Bobsleds) は、世界のディズニーパークにあるアトラクション。

## このアトラクションが存在するパーク
- ディズニーランド（ディズニーランド・リゾート）

## このアトラクションが実現しなかったパーク
- 東京ディズニーランド（東京ディズニーリゾート)

## 概要
1959年に公開されたウォルト・ディズニー・カンパニー制作の映画『山の上の第三の男』に基づいて作られ、同年にオープンしたアトラクションである。
山の造形はスイスとイタリアの国境にあるマッターホルンをモデルにしている。実物の標高の100分の1の44.8mという小さな縮尺でより大きく見せるために遠近法を使用しており、山腹に植えられた木も山の高い位置ほど小さくされている。シリンダー・レールとウレタン製の車輪を初めて使用しライドシステムはオープン当初から革新的だった。
1978年には氷の洞窟、輝く氷の結晶、雪男が加わり新しいライドシステムが追加され、観客収容力を大幅に増大させた。
類似アトラクションとして、雪男が登場し山岳をテーマにしているローラーコースターといった共通点がある、エクスペディション・エベレスト（ディズニー・アニマル・キングダム）があげられる。

## 各施設紹介

### ディズニーランド
| マッターホルン・ボブスレー Matterhorn Bobsleds | マッターホルン・ボブスレー Matterhorn Bobsleds | マッターホルン・ボブスレー Matterhorn Bobsleds | マッターホルン・ボブスレー Matterhorn Bobsleds |
| ---------------------------------------------- | ---------------------------------------------- | ---------------------------------------------- | ---------------------------------------------- |
| オープン日                                     | オープン日                                     | 1959年6月14日                                  | 1959年6月14日                                  |
| スポンサー                                     | スポンサー                                     | なし                                           | なし                                           |
| 利用制限                                       |                                                | なし                                           | なし                                           |
| ファストパス                                   | ファストパス                                   |                                                | 対象外                                         |
| シングルライダー                               | シングルライダー                               |                                                | ×                                              |

2015年に、ディズニーランドの60周年を記念して大幅なリニューアルが行われた。雪男の登場の仕方や、音響効果などを変更することによって、よりリアルに感じられるようになった。

### 東京ディズニーランド
1988年に、東京ディズニーランド5周年時に発表されたオリエンタルランド第二次五カ年計画の中にマッターホルンボブスレー建設計画があった。第二次五カ年計画では、マッターホルンボブスレーの他にもスターツアーズやスプラッシュマウンテンの建設計画も含まれていた。マッターホルンボブスレー建設予定地では、1996年にトゥーンタウンが公開された。

## スタッフ
- デザイン：ケン・アンダーソン